# Саксагань (Верхнеднепровский район)
Саксагань (укр. Саксагань, до 2016 года — Карла Маркса) — село,
Малоалександровский сельский совет,
Верхнеднепровский район,
Днепропетровская область,
Украина.
Код КОАТУУ — 1221086606. Население по переписи 2001 года составляло 22 человека.

## Географическое положение
Село Саксагань находится на левом берегу одного из истоков реки Саксагань,
выше по течению примыкает село Адалимовка,
ниже по течению на расстоянии в 0,5 км расположено село Малоалександровка.
Река в этом месте пересыхает, на ней сделана запруда.